# كلارا دان
كلارا هولدر ديفيس هايد دان (12 مايو 1869 – 18 نوفمبر 1960) ممرضة كندية ولدت في إنجلترا، وأصبحت بهائية في عام 1907 في والا والا، واشنطن. في عام 1920، انتقلت إلى أستراليا مع زوجها جون هنري هايد دان، حيث لعبا دورًا رئيسيًا في تأسيس المجتمعات البهائية في أستراليا ونيوزيلندا.

## وقت مبكر من الحياة
ولدت كلارا هولدر في لندن، وهي واحدة من ثمانية أطفال لتوماس هولدر وماريا ماك هيو هولدر. تزوج والداها في دبلن؛ وكان والدها مزارعًا، وشرطيًا، وعاملًا في السكك الحديدية، ومحاربًا قديمًا في حرب القرم . نشأت في أيرلندا وكندا.

## حياة مهنية
كأرملة شابة، انتقلت بمفردها إلى ولاية واشنطن في عام 1902، حيث عملت كممرضة وأصبحت بهائية في عام 1907. التقت بعبد البهاء في كاليفورنيا عام 1912. انتقلت هي وزوجها الثاني هايد دان إلى أستراليا في عام 1920، حيث أصبحا قائدين ومعلمين في المجتمعات البهائية في أستراليا ونيوزيلندا.
سافرت إلى حيفا للحج في عام 1932. التقت بشوقي أفندي في عام 1934، وأمرها بتنظيم جمعية وطنية للدين البهائي في أستراليا ونيوزيلندا، لدعم المجتمعات المحلية. قامت هي وزوجها بتنظيم أول مؤتمر سنوي للبهائيين في أستراليا ونيوزيلندا في عام 1934.
وعندما كبرت، أصبحت تُعرف باسم "الأم" دان. واستمرت في زيارة التجمعات والمدارس البهائية في جميع أنحاء أستراليا بعد وفاة زوجها الثاني في عام 1941. افتتحت المقر الرئيسي للبهائية في سيدني في عام 1944. وقد عُينت يداً لأمر الله من قبل شوقي أفندي في عام 1952. حضرت المؤتمر البهائي الدولي في نيودلهي في عام 1953، وفي عام 1954 أصبحت أمينة على الصندوق القاري لأستراليا. سافرت إلى نيوزيلندا لتمثيل أفندي في المؤتمر الوطني الأول للبهائيين هناك في عام 1947. ألقت كلمة في المؤتمر الدولي للبهائيين الذي عقد في سيدني عام 1958.

## الحياة الشخصية والإرث
تزوجت كلارا هولدر من زوجها الأول، ويليام ألين ديفيس، في عام 1885؛ ثم انتقلا إلى كندا. توفي زوجها الأول في حادث عام 1887، عندما كانت تبلغ من العمر سبعة عشر عامًا فقط، وكانت حاملاً بابنها ألين؛ وقام أقاربها بتربية ابنها. أصبحت الزوجة الثانية للبائع الإنجليزي المولد جون هنري هايد دان في عام 1917. توفي زوجها في عام 1941، وتوفي ابنها في عام 1957، وتوفيت في عام 1960، في سيدني، عن عمر يناهز 91 عامًا.
في عام 2020، احتفلت الجالية البهائية الأسترالية بالذكرى المئوية لوصول عائلة دان إلى أستراليا.

## روابط خارجية
- Michael Day. "Clara Dunn: A Spiritual Pioneer". bahai-library.com (بالإنجليزية). Baháʼí Library Online. Archived from the original on 2024-12-25. Retrieved 2022-03-04.
- Melania Lotfali (18 Nov 2012). "Remembering Clara Dunn". bahaiblog.net (بالإنجليزية). Baha'i Blog. Archived from the original on 2022-06-25. Retrieved 2022-03-05.